# Ботень (Клуж)
Ботень, Ботені (рум. Boteni) — село у повіті Клуж в Румунії. Входить до складу комуни Мочу.
Село розташоване на відстані 304 км на північний захід від Бухареста, 32 км на схід від Клуж-Напоки.

## Населення
За даними перепису населення 2002 року у селі проживали 237 осіб.
Національний склад населення села:
| Національність | Кількість осіб | Відсоток |
| -------------- | -------------- | -------- |
| румуни         | 206            | 86,9%    |
| угорці         | 30             | 12,7%    |

Рідною мовою назвали:
| Мова      | Кількість осіб | Відсоток |
| --------- | -------------- | -------- |
| румунська | 210            | 88,6%    |
| угорська  | 27             | 11,4%    |